# Phyllobates
Phyllobates là một chi động vật lưỡng cư trong họ Dendrobatidae, thuộc bộ Anura. Chi này có 5 loài và 40% bị đe dọa hoặc tuyệt chủng.

## Hình ảnh

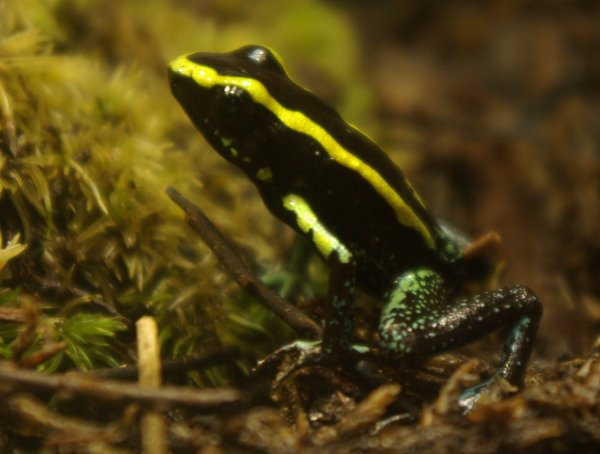
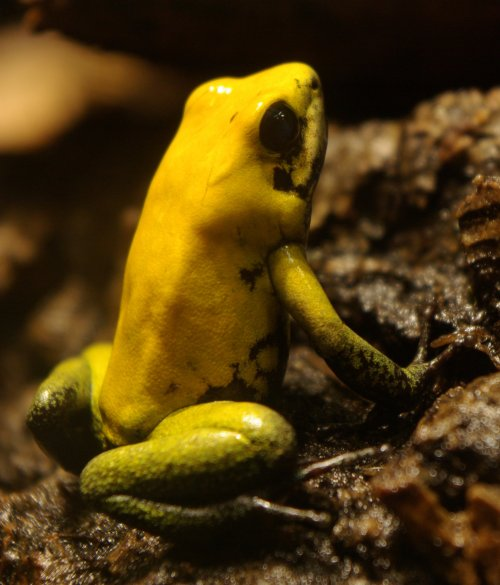
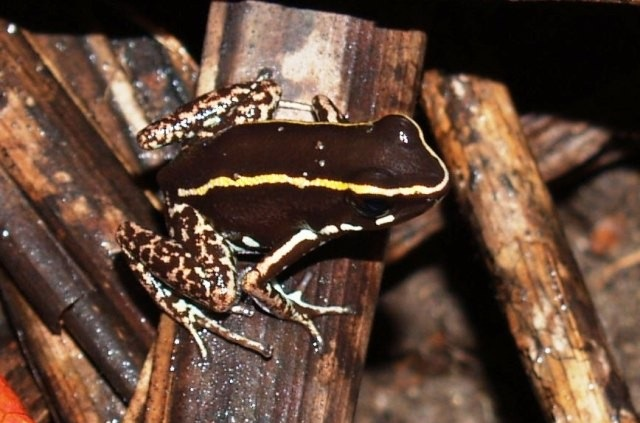
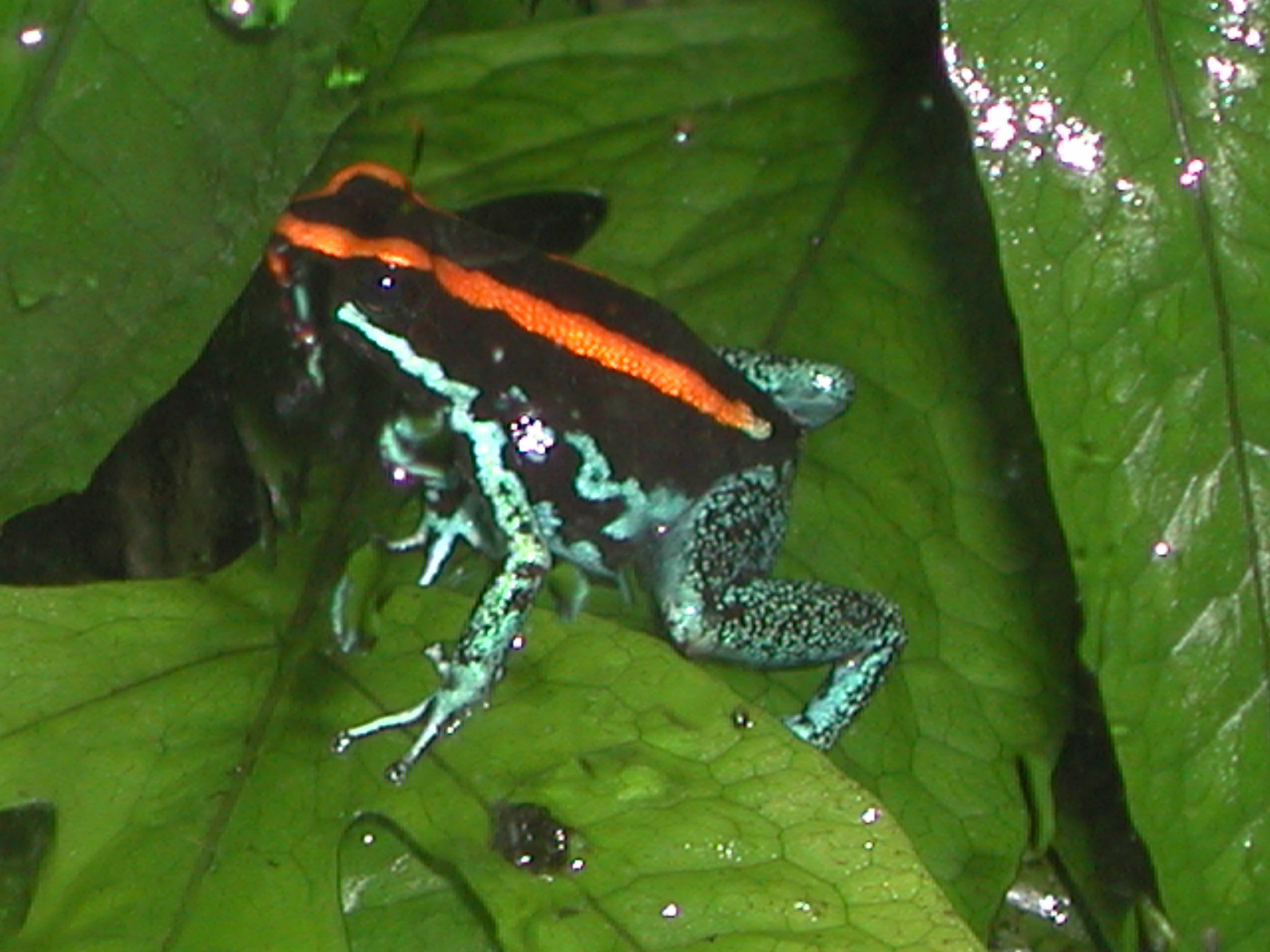